# Leslie Alcock
Leslie Alcock (Manchester, 24 aprile 1925 – Stevenage, 6 giugno 2006) è stato un archeologo britannico.
Professore di archeologia all'Università di Glasgow, è stato uno dei principali studiosi e archeologi dei secoli bui della Britannia. I suoi scavi principali riguardarono Dînas Powys nel Galles, South Cadbury nel Somerset e alcune delle principali fortezze collinari di Scozia.

## Archivi
Gli archivi di Leslie Alcock sono mantenuti dall'Università di Glasgow (GUAS).